# Lac de la Boiteuse
Lac de la Boiteuse är en sjö i Kanada.   Den ligger i regionen Saguenay–Lac-Saint-Jean och provinsen Québec, i den östra delen av landet, 500 km nordost om huvudstaden Ottawa. Lac de la Boiteuse ligger 356 meter över havet. Arean är 7,3 kvadratkilometer. Den sträcker sig 6,1 kilometer i nord-sydlig riktning, och 3,1 kilometer i öst-västlig riktning.
I omgivningarna runt Lac de la Boiteuse växer i huvudsak blandskog. Trakten runt Lac de la Boiteuse är nära nog obefolkad, med mindre än två invånare per kvadratkilometer.